# Francesco Di Giovanni
Francesco Di Giovanni (Palermo, 4 ottobre 1805 – Firenze, 23 gennaio 1889) è stato un politico italiano, eletto nella VIII Legislatura del Regno d'Italia da Vittorio Emanuele II di Savoia.